# Chomelia pringlei
Chomelia pringlei là một loài thực vật có hoa trong họ Thiến thảo. Loài này được S.Watson mô tả khoa học đầu tiên năm 1891.